# پرده‌همسری

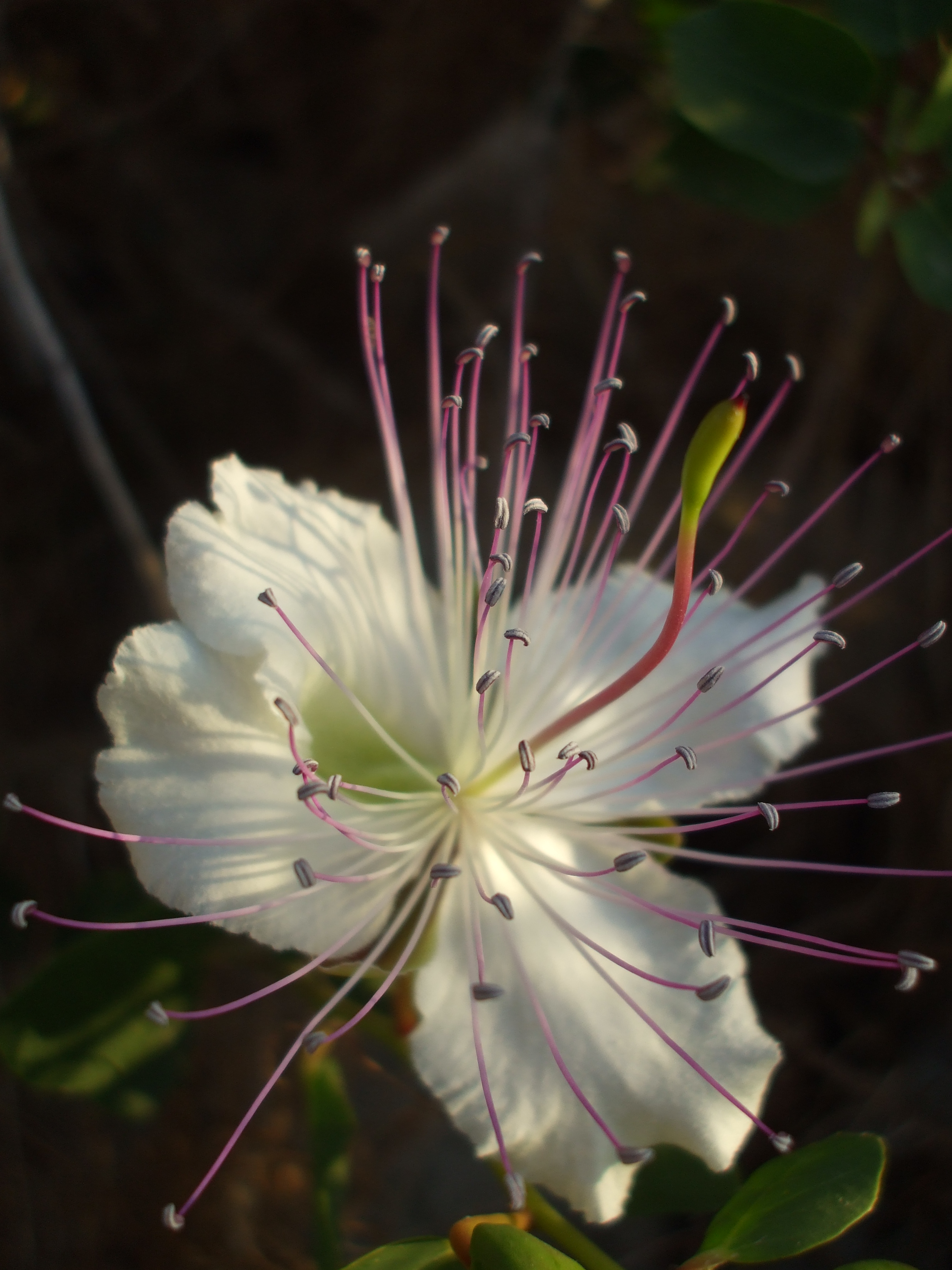
گرده افشانی

پرده‌همسری یا هرکوگامی (به انگلیسی: Herkogamy) یک نوع گرده‌افشانی غیرمستقیم است و به حالتی در گل‌ها گفته می‌شود که خود گرده‌افشانی به علت برخی عوامل مکانیکی و ساختار ویژه پرچم و مادگی، انجام نمی‌شود.
به عنوان مثال در ثعلب، به علت پرچم‌ها به خامه چسبیده‌اند و بین پرچم‌ها و خامه پرده‌ای وجود دارد که مانع رسیدن گرده به کلاله می‌شود.
همچنین در زنبق، کلاله سه بخش بزرگ گلبرگ مانند دارد که روی پرچم‌ها را پوشش می‌دهد و مانع انتقال دانه گرده به روی کلاله می‌شود.
دو حالت از پرده‌همسری متداول است:
- پرده‌همسری مجاورتی (Approach Herkogamy): کلاله بالاتر از پرچم قرار می‌گیرد که باعث می‌شود عوامل گرده‌افشان مانند حشرات، قبل از برداشتن دانه گرده به کلاله بروند. (Pin)
- پرده‌همسری معکوس (Reverse Herkogamy): کلاله پایین‌تر از پرچم قرار می‌گیرد که باعث می‌شود عوامل گرده‌افشان پس از برداشتن دانه گرده و قبل از رفتن به کلاله، گل را ترک کنند. در این مورد درصد موفقیت گرده‌افشانی که اغلب توسط بال‌پولک‌داران (بید یا پروانه) صورت می‌گیرد، بیشتر از مورد قبلی است. (Thrum)